# Bradysia bellstedti
Bradysia bellstedti är en tvåvingeart som beskrevs av Menzel och Werner Mohrig 1998. Bradysia bellstedti ingår i släktet Bradysia och familjen sorgmyggor.
Artens utbredningsområde är Tyskland. Inga underarter finns listade i Catalogue of Life.